# Plumarella gracilis
Plumarella gracilis is een zachte koraalsoort uit de familie Primnoidae. De koraalsoort komt uit het geslacht Plumarella. Plumarella gracilis werd in 1908 voor het eerst wetenschappelijk beschreven door Kinoshita. 